# Bernard Acht
Bernard Acht (ur. 10 czerwca 1910 we Lwowie, zm. 6 grudnia 1963) – oficer Wojska Polskiego, magister praw, adwokat, długoletni pracownik Ministerstwa Spraw Zagranicznych, filatelista.

## Życiorys
Urodził się 10 czerwca 1910 we Lwowie, w rodzinie Mariana .
Na stopień podporucznika został mianowany ze starszeństwem z dniem 1 stycznia 1931 i 175. lokatą w korpusie oficerów rezerwy artylerii. W 1934 posiadał przydział w rezerwie do 27 pułku artylerii lekkiej we Włodzimierzu Wołyńskim. W czasie kampanii wrześniowej był oficerem 2 baterii 30 pułku artylerii lekkiej. W Rogowie koło Skierniewic dostał się do niemieckiej niewoli. Przebywał w oflagach: II A Prenzlau i II E Neubrandenburg (od 25 lutego 1941) . 
W stopniu majora formalnie od 10 maja 1947 do 15 maja 1948 był szefem placówki Polskiej Misji Wojskowej Badania Niemieckich Zbrodni Wojennych w Norymberdze, udzielał wsparcia przy oskarżeniach podczas procesów przed Amerykańskim Trybunałem Wojskowym w Norymberdze. Następnie od 1 lipca 1948 był zatrudniony w Dziale Prawnym w Wydziale Konsularnym Polskiej Misji Wojskowej w Berlinie. Poczynił starania, wskutek których przekazano do Polski „Dziennik” Hansa Franka. W 1958 był radcą w Departamencie Prawno-Traktatowym Ministerstwa Spraw Zagranicznych. Był filatelistą, działał w Polskim Związku Filatelistów, był współzałożycielem oraz aktywistą Koła nr 1 Oddziału Warszawskiego PZF. Zmarł 6 grudnia 1963. Został pochowany na Cmentarzu Wojskowym na Powązkach w Warszawie (kwatera 12B-9-5).
Był żonaty z Haliną, która w czasie wojny mieszkała w Śródborowie przy ul. Fredry .

## Odznaczenia
- Złoty Krzyż Zasługi (1949)[9]
- Medal 10-lecia Polski Ludowej (1955)[10]
- Złotą Odznaką Honorowa PZF[7]